# Sant Vicenç del Mas de l'Ensenyat
Sant Vicenç del Mas de l'Ensenyat és una capella romànica del Mas de l'Ensenyat, al poble de Castissent, de l'antic terme municipal Fígols de Tremp, integrat actualment en el de Tremp, de la comarca del Pallars Jussà.
És en ruïnes.